# Beattie–Bridgman-egyenlet
A reális gázok állapotának leírására (állapotjelzők közötti matematikai összefüggés megadására) nagyon sok próbálkozás történt. Az első a van der Waals-egyenlet volt, amely figyelembe vette a gázrészecskék (atomok, molekulák) közötti kohéziós erőket, valamint a részecskék saját térfogatát.
A kritikus hőmérsékletnél nagyobb hőmérsékleten és viszonylag nagy nyomások tartományában (100 – 200 bar) ad jó közelítést a Beattie–Bridgeman-egyenlet, amelyet 1927-ben alkotott meg Beattie és Percy Williams Bridgman amerikai fizikus:
{\displaystyle p={\frac {RT(1-C^{\prime })}{V^{2}}}(V+B^{\prime })-{\frac {A^{\prime }}{V^{2}}}\ ,}
amely kifejezésben:
{\displaystyle A^{\prime }=A_{\mathrm {o} }\left(1-{\frac {a}{V}}\right)\ ,}
{\displaystyle B^{\prime }=B_{\mathrm {o} }\left(1-{\frac {b}{V}}\right)\ ,}
{\displaystyle C^{\prime }={\frac {c}{VT^{3}}}\ ,}
és

- V – moláris térfogat, m³/mol
- T – hőmérséklet, K
- p – nyomás, Pa
- R – egyetemes gázállandó, 8,314 J/mol·K

A kifejezés az R egyetemes gázállandón kívül még öt olyan állandót tartalmaz (Ao, Bo, a, b, és c), amely az anyagi minőségtől függ.